# Lucy in the Sky with Diamonds
Lucy in the Sky with Diamonds – utwór brytyjskiego zespołu rockowego The Beatles, skomponowany przez Johna Lennona i Paula McCartneya, nagrany na płytę Sgt. Pepper’s Lonely Hearts Club Band. Do stworzenia utworu miał Lennona doprowadzić jego czteroletni syn, który wrócił z przedszkola i pokazał swój rysunek, na którym przedstawił swoją koleżankę Lucy na niebie wśród diamentów. Istnieje także hipoteza, że piosenka nawiązuje do LSD, na co wskazywać ma zbieżność pierwszych liter w słowach z tytułu piosenki i nazwy tej substancji. Lennon jednakże zdecydowanie zaprzeczał, że miał coś takiego na myśli.

## Kim jest Lucy
Lucy z piosenki chodziła do tej samej klasy co Julian Lennon, syn Johna Lennona. Lucy O’Donnell (późniejsze nazwisko Lucy Vodden) urodziła się w Weybridge w 1963 roku, a zmarła w Londynie 28 września 2009.